# Krajkářka
Krajkářka (v originále La Dentellière) je francouzsko-švýcarský hraný film z roku 1977, který režíroval Claude Goretta podle stejnojmenného románu Pascala Lainého. Snímek měl světovou premiéru na filmovém festivalu v Cannes dne 16. května 1977.

## Děj
Pomme je mladá učnice v pařížském kadeřnictví. Pochází ze skromných poměrů, je velmi rezervovaná a tichá. Její šéfka a kamarádka Marylène ji na pár dní vezme na dovolenou do Cabourgu. Pomme zde potkává Françoise, mladého studenta z bohaté rodiny, stejně plachého jako je ona. Vracejí se do Paříže a začnou spolu žít. V jejich vztahu se však objevují trhliny kvůli kulturním a společenským rozdílům.

## Obsazení
| Isabelle Huppertová | Béatrice zvaná Pomme                    |
| Yves Beneyton       | François Béligné                        |
| Florence Giorgetti  | Marylène Torrent, majitelka kadeřnictví |
| Anne-Marie Düringer | matka Pomme                             |
| Renate Schroeter    | Marianne                                |
| Christian Baltauss  | Gérard                                  |
| Monique Chaumette   | paní Béligné, matka Françoise           |
| Jean Obé            | pan Béligné, otec Françoise             |
| Jeanne Allard       | Thérèse                                 |
| Sabine Azéma        | Corinne                                 |
| Michel de Ré        | malíř                                   |
| Odile Poisson       | pokladní v kadeřnictví                  |
| Gilberte Géniat     | majitel obchodu s potravinami           |
| Agnès Château       | mladá žena na houpačce                  |
| Yan Brian           | John                                    |
| Lucienne Legrand    | klient v kadeřnictví                    |

## Ocenění
- Filmový festival v Cannes: Cena ekumenické poroty (Claude Goretta)
- BAFTA: nejlepší zahraniční herečka (Isabelle Huppertová)
- Donatellův David: nejlepší zahraniční herečka (Isabelle Huppertová)
- César: nominace v kategoriích nejlepší herečka (Isabelle Huppertová) a nejlepší herečka ve vedlejší roli (Florence Giorgetti)